# Kid Chaos
Kid Chaos est un jeu de plate-forme édité par Ocean Software et développé par Magnetic Fields sorti en 1994 sur Amiga et sur CD32.

## Développement
L'équipe responsable du jeu est la même qui a développé la trilogie des Lotus sur Amiga.
Le jeu utilise le mode dual playfield de l'Amiga, de la même manière que Lionheart. Bien qu'il affiche techniquement 7+8 couleurs sur deux plans, l'utilisation du coprocesseur copper de l'Amiga lui permet grâce à un système de rotation de palettes de donner l'illusion de plusieurs centaines de couleurs utilisées en même temps à l'écran ainsi que d'un très grand nombre de plans de scrolling différentiel. Sorti en 1994, le jeu est présenté comme une prouesse technique sur un simple Amiga, reproduisant la vitesse et les caractéristiques d'un jeu comme Sonic The Hedgehog, présenté comme infaisable sur un Amiga 500 de base. La version CD32 dispose de quelques améliorations graphique et d'un son de qualité CD. Une version pour Amiga 1200 a été testée dans certains magazines de l'époque mais elle n'a jamais été publiée.